# Dobrałyk
Dobrałyk (bułg. Добралък) – wieś w Bułgarii, w obwodzie Płowdiw, w gminie Kuklen. Według danych szacunkowych Ujednoliconego Systemu Ewidencji Ludności oraz Usług Administracyjnych dla Ludności, 15 czerwca 2020 roku miejscowość liczyła 81 mieszkańców.

## Osoby związane z miejscowością

### Urodzeni
- Paweł Kostow (1842–1902) – bułgarski partyzant, polityk